# 제주 양씨 효열각
제주양씨 효열각(濟州梁氏 孝烈閣)은 전라남도 나주시 다시면 가운리 산 92-1번지에 있는 제주양씨 효열각이다. 2013년 11월 11일 나주시의 향토문화유산 제36호로 지정되었다.

## 지정 사유
제주양씨 효열각은 정유재란때 가족을 살리고 정조를 지키기 위하여 목숨을 버린 제주양씨를 기리기 위해 남편인 習靜 林懽이 당시 거주지였던 영암 용당에 정려각을 건립하였다. 1635년 열녀정문이 내리고 1741년 현 위치로 이건하여 현재에 이른다. 제주양씨는 박산(현 광산구 박호동)에서 양산룡의 딸로 태어나 정유재란때 순절하였다. 이때 함께 배에 타고 있던 석촌 임서가 순절한 광경을 기록하였는데 양씨가 죽던날 밤 임환의 꿈에 나타나 자신이 죽게 된 사유를 말하여 임환이 시를 지어 슬퍼하였다. 난이 끝난후 집에 돌아와 자신의 꿈과 석촌의 일기가 부합됨을 알고 1600년 정려를 세우게 된 것이다.
조선시대의 유교적 삶을 실존적으로 실천한 역사적 사실의 유산으로 보전 가치가 있다.